# Leudino di Toul
Leudino di Toul, detto anche Leudino Bodo, lat. Leudinus Bodo, francesizzato in Leudin Bodon o Bodon Leudin (VII secolo – 670), è stato un vescovo e monaco cristiano franco, fondatore del banno  o della grande parrocchia d'Étival nei Vosgi che divenne leggendario.

## Biografia
Egli apparteneva ad una delle grandi famiglie, cioè ai cosiddetti  "leudi". Nel VII secolo questa famiglia estendeva la sua influenza a sud dell'Austrasia, in particolare ai confini della Borgogna (Borgogna merovingia) o nell'Alsazia nascente.
Molto probabilmente la famiglia Bodon aveva assunto precedentemente responsabilità comitali nel vasto paese del Chaumontois, il pagus calvomontensis, ed aveva beneficiato del favore del maestro di palazzo Grimoaldo I.
Non è certo che Leudinus Bodo abbia fondato un monastero doppio ad Étival (Abbazia di Saint-Pierre d'Etival) o anche solo un piccolo convento effimero per proteggere con la preghiera i luoghi delle assemblee: gli antichi premostratensi di Etival suggeriscono, nella pietra, che la vera vita monastica sia iniziata con l'installarsi dei primi canonici regolari da parte dell'imperatrice Riccarda o le canonichesse di Andlau dopo l'886.

## Personaggio della tradizione religiosa
Una tradizione storiografica accorda a san Bodone un importante dominio nella contrada di Badonviller, in forma latinizzata Bodonis villare, e soprattutto la partecipazione a fondazioni religiose che gli valsero una venerazione locale.
Egli sarebbe all'origine di un'importante donazione che consentì la fondazione del banno di Etival, con il suo primo monastero, fra il 640 e il 660. Egli fondò anche un monastero femminile su richiesta della figlia Teuteberga, il Bodonis monasterium, divenuto abbazia di Bonmoutier, nel comune di Val-et-Châtillon. Questo monastero femminile si estinse ma fu ripreso successivamente da monaci che lo trasferirono su una collina vicina e divenne l'abbazia di Saint-Sauveur.
Leudino Bodo era il fratello di santa Salaberga (†655) e sposò Odilia. Anni dopo il matrimonio, decisero entrambi di darsi alla vita monastica.

## Leggendario fondatore della parrocchia d'Etival
All'inizio del settimo secolo una miriade di monasteri fu animata da una moltitudine di monaci al servizio di politici e soprattutto dell'aristocrazia. Essi partecipavano alla vita semplice dei montanari e diedero lavorando un grande contributo alla diffusione dell'evangelizzazione.
Questa vita austera attrasse illustri personaggi religiosi. Così Arnolfo, vescovo di Metz, accordò molta attenzione a questa evangelizzazione nell'alta valle della Mosella. La leggenda dice che egli si sia ritirato nei Vosgi e vi sia deceduto nel 640. La tradizione lo ha trasformato nel gioviale sant'Arnolfo, autore del miracolo della birra. Il suo compagno Goëri ne avrebbe traslato le spoglie a Metz.
Le sculture rappresentano Leudino con cappello, mitra e croce episcopale. I cristiani, adottandolo come patrono del banno di Etival, potrebbero averlo trasformato d'autorità in un capo religioso. Ciò non di meno è anche probabile che Leudino sia stato legato al rito, avendo accesso al potere episcopale per la famiglia di appartenenza ed al governo del popolo che egli esercitava in Austrasia. La tradizione potrebbe però confonderlo forse con un altro membro della famiglia, il vescovo Bodone, che ebbe un lungo episcopato dalla fine del settimo secolo all'inizio dell'ottavo.

## La suddivisione del primo banno d'Etival
La situazione di Stivagium o Stivalium, all'origine d'Etival è degna di nota. La minuscola borgata era posta su un ponticello artificiale, nella bassa valle della Meurthe, e l'archeologia la ritiene vicina, nel VII secolo, ad un'antica via romana, la via salinatorum, divenuta l'attiva voie des Saulniers. La Meurthe si estende in isolotti, prima di riversarsi in una gola, evitata prudentemente dalla via romana da un ponte a sud, nei dintorni della prateria di Etival. La Meurthe scorre poi verso Deneuvre/Baccarat e vi lascia, al centro di una foresta alluvionale, i territori che continuano la diocesi di Toul, creata nel Belgio antico.
La fondazione di un grande banno che raccolga tutte le valli a monte del luogo, secondo una geografia romana classica, può aver luogo per motivi strategici e di controllo.  Leudino ed il suo parente prossimo Gundvino, che ricopre dal 640 il primo incarico ducale in Alsazia, hanno tratteggiato un gran banno cristiano che aveva il vantaggio di incorporare il percorso di un'importante via mercantile. Questi gestori del fisco reale accordava generose esenzioni od immunità fiscali per favorire questo raggruppamento. Quindi, al termine dei primi decenni della sua esistenza, il grande banno d'Etival si divise in più entità. Una lunga disputa fra i responsabili dell'assemblea denominata ecclesia o Chiesa in senso cristiano portò alla formazione, fra il 660 ed il 670 alla formazione di banni dissidenti, condotta da rappresentanti politici e religiosi di cui la storiografia più sommaria riporta due nomi: Gondelberto a Senones e Deodato.
Spino o Spinulo emancipa in banno un'assemblea a Saint-Blaise, molto prima dell'installazione dell'abbazia benedettina di Moyenmoutier.
I montanari dei Vosgi, conservando la sorprendente storia tramandata oralmente di  Gondelberto, mostrano che egli era perseguito. Apparendo come rappresentante dei mercanti, pare che egli fosse il capo della ribellione volta a costituire dei banni o comunità libere non soggette all'autorità dell'aristocratico Leudino. Deodato, rappresentante di una presenza guerriera, e Spino, rappresentante dei trasportatori, erano alleati politici nella circostanza. Leudino, inizialmente potente ed intoccabile, ed i suoi alleati cedettero alla violenta resistenza. Egli era un personaggio pubblico e forse non voleva compromettersi in guerre e persecuzioni crudeli, ma forse anche preferì transigere per mantenere le proprie posizioni e il suo ascendente.
Non esistono tracce di questa transazione, ma Leudino deve aver ottenuto un certo "capitale" di simpatia e consenso, se alla sua morte ricevette ad Etival una santificazione locale.
Dall'evocazione dei suoi personaggi leggendari che hanno esercitato funzioni di comando in seno ad una primitiva comunità cristiana riconosciuta si può abbozzare la difficile e controversa formazione di banni primitivi e delle loro chiese nelle montagne dei Vosgi nel settimo secolo. Le abbazie monastiche, fondazioni ben più tardive, hanno partecipato a questa disputa assimilando la creazione delle grandi parrocchie del XIII secolo a legittimazione della loro presenza, del loro prestigio e delle loro immunità.